# Mariah Buttu
Mariah Buttu is een bestuurslaag in het regentschap Simalungun van de provincie Noord-Sumatra, Indonesië. Mariah Buttu telt 880 inwoners (volkstelling 2010).